# Wakkerendijk 268
Wakkerendijk 268 is een gemeentelijk monument aan de Wakkerendijk in Eemnes in de provincie Utrecht. 
De langhuisboerderij dateert uit de zeventiende eeuw is daarmee een van de oudste boerderijen van Eemnes. Reeds in 1720 wordt de boerderij genoemd met als eigenaar Jan van Veren. De boerderij was van 1755 eigendom van de Diaconie van de Hervormde kerk van Eemnes-Binnen. In de boerderij was oorspronkelijk een kaasmakerij gevestigd.
Anders dan de andere boerderijen aan de Wakkerendijk is deze boerderij met het bedrijfsgedeelte naar de dijk gericht, de voorgevel is gericht op het westen. Boven het hooiluik op de verdieping is een rond vlieringvenstertje.
Het interieur is grotendeels oorspronkelijk. Zo is de deel nog in originele toestand, met een knechtenkamer boven de koeien. 